# Dean Edwards
Dean Edwards (30 de julio de 1970, El Bronx, Nueva York) es un actor, cantante y comediante estadounidense.

## Biografía
Edwards era un miembro del reparto en Saturday Night Live, pero !, izquierda y empezó a salir en otros medios. En 2010, obtuvo un papel como la voz del burro en el especial de televisión Asustado Shrekless después de que Eddie Murphy se negó, y repitió su papel en el cortometraje Noche Thriller.

## Filmografía

### Como actor
- 2011
  - Thriller Night (voz)
  - Swap
- 2010
  - Scared Shrekless (voz)
  - Robotomy (voz)
  - April's Fools
- 2008
  - Goyband
- 2007
  - Spider-Man 3
  - Universal Remote
- 2006
  - Where My Dogs At?
  - A New Wave
- 2005
  - Weekends at the DL
- 2004
  - Tony 'n' Tina's Wedding
  - The Sopranos
- 2003
  - Marci X
- 2001-2003
  - Saturday Night Live!
- 2003
  - Saturday Night Live Weekend Update Halftime Special
- 1998
  - Celebrity Deathmatch (voz)
- 1996
  - Melrose Place